# فيتاليي كالشين
فيتاليي كالشين (بالروسية: Калешин, Виталий Игоревич)‏ (3 أكتوبر 1980 بكراسنودار في روسيا - ) هو لاعب كرة قدم روسي في مركز الدفاع. لعب مع روبين كازان ونادي كراسنودار ونادي كوبان كراسنودار وFC Lada-Tolyatti ‏ وRoma Bălți ‏ وأف سي موسكو.

## وصلات خارجية
- فيتاليي كالشين على موقع قاعدة بيانات كرة القدم.إي يو (الإنجليزية)
- فيتاليي كالشين على موقع Soccerway.com (الإنجليزية)
- فيتاليي كالشين على موقع AS.com (الإسبانية)